# Gulács, Szabolcs-Szatmár-Bereg
Gulács  este un sat în districtul Vásárosnamény, județul Szabolcs-Szatmár-Bereg, Ungaria, având o populație de 922 de locuitori (2011). 

## Demografie
Componența etnică a satului Gulács
     Maghiari (86,03%)
     Romi (13,53%)
     Ucraineni (0,44%)
Componența confesională a satului Gulács
     Reformați (72,56%)
     Romano-catolici (5,64%)
     Fără religie (2,6%)
     Necunoscută (18,33%)
     Greco-catolici (0,87%)
     Alte religii (0,43%)
Conform recensământului din 2011, satul Gulács avea 922 de locuitori. Din punct de vedere etnic, majoritatea locuitorilor (86,03%) erau maghiari, cu o minoritate de romi (13,53%).  Din punct de vedere confesional, majoritatea locuitorilor (72,56%) erau reformați, existând și minorități de romano-catolici (5,64%) și persoane fără religie (2,6%). Pentru 18,33% din locuitori nu este cunoscută apartenența confesională.